# Lucila Garfias Gutiérrez
Lucila Garfias Gutiérrez (Estado de México, 1 de diciembre de 1951) es una política mexicana, reconocida por su asociación con el Partido Nueva Alianza. Entre 2012 y 2015 ofició como Diputada por la LXII Legislatura en representación del Estado de México.

## Carrera
Inicialmente Garfias estuvo vinculada con el Partido Revolucionario Institucional como consejera estatal, antes de ocupar varios cargos en el Partido Nueva Alianza. Entre 2012 y 2015 se desempeñó como Diputada por la LXII Legislatura en representación del Estado de México, oficiando además como secretaria de la Comisión de Presupuesto y Cuenta Pública y de la Comisión de Vigilancia de la Auditoría Superior de la Federación. Anteriormente había oficiado como diputada local por la LVII Legislatura. Al finalizar su periplo se convirtió en presidenta estatal de su partido.